# Madre del vinagre

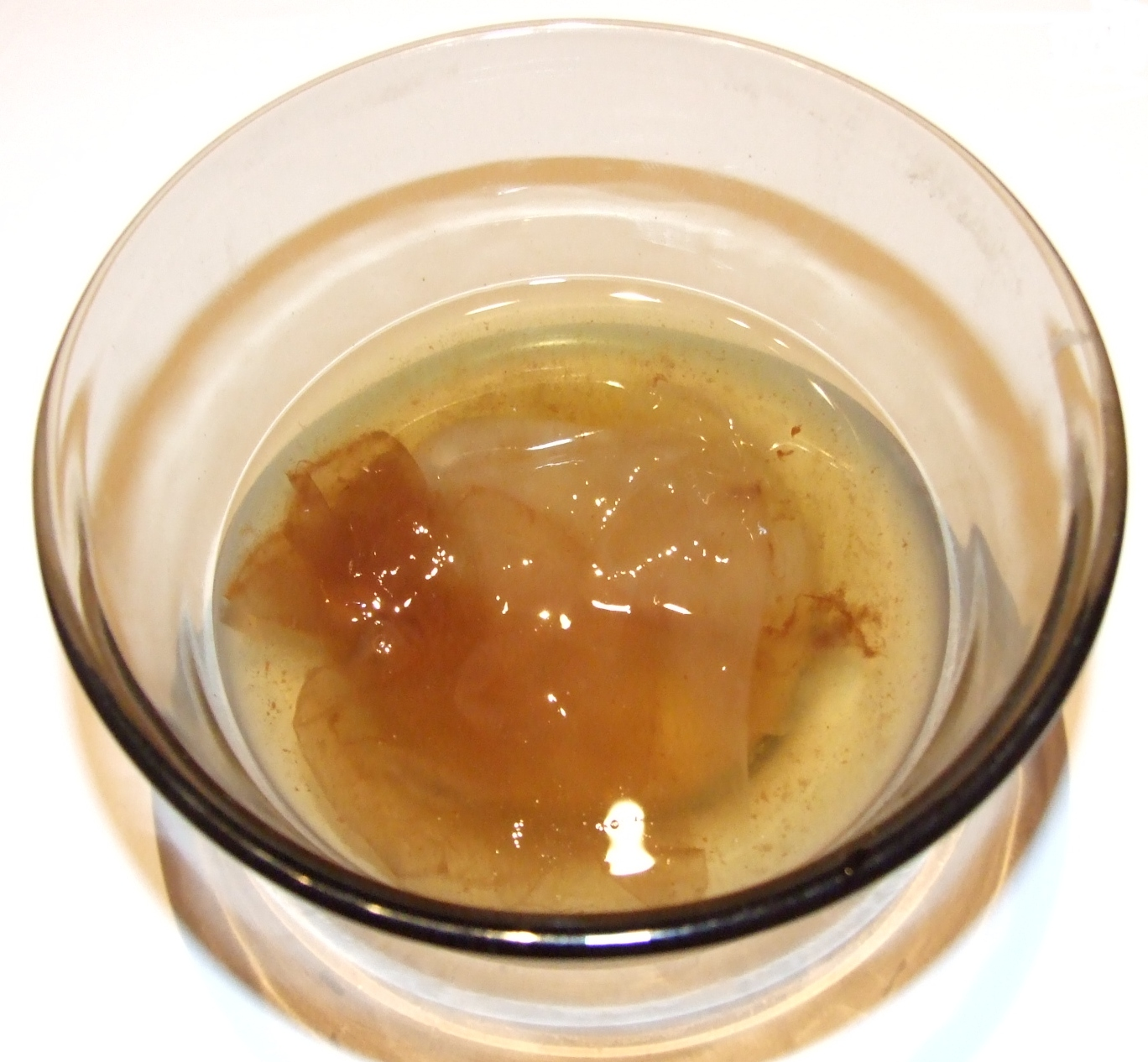
Madre del vinagre en una taza.

La mata del vinagre  y verja (mycoderma aceti en latín, derivado de los griegos μύκης, mýkīs, "hongos", y δέρμα, dérma, "piel", y del latín aceti, "del ácido"), es una sustancia compuesta por una forma de celulosa y las bacterias del ácido acético que se desarrollan en la fermentación de líquidos alcohólicos, lo que convierte el alcohol en ácido acético con la ayuda del oxígeno del aire. Se añade al vino, sidra u otros líquidos alcohólicos para producir vinagre.
La madre del vinagre a veces en vinagre comercial, si éste contiene un poco de azúcar sin fermentar y/o alcohol. Aunque no es apetecible en apariencia, la madre del vinagre es completamente inofensiva y no es necesario descartar el vinagre circundante debido a ella. Puede ser filtrada mediante un filtro de café, o simplemente dejarla.